# 奧德里克·維塔利斯
奧德里克·維塔利斯（拉丁語：Ordericus Vitalis，1075年2月16日— 1142年），英国历史学家、本笃会修士，父亲是诺曼人，母亲是英格兰人，他记叙了11世纪至12世纪英国诺曼征服时期的历史，现代历史学家认为他所记叙的材料是可靠的。

## 著作
- 《奥尔德利库斯·维塔利斯的教会历史》